# Somatidiopsis
Somatidiopsis is een kevergeslacht uit de familie van de boktorren (Cerambycidae). De wetenschappelijke naam van het geslacht werd voor het eerst geldig gepubliceerd in 1953 door Breuning.

## Soorten
Somatidiopsis is monotypisch en omvat slechts de volgende soort:
- Somatidiopsis biroi Breuning, 1953